# Macroom Castle
Macroom Castle (irisch Caisleán Mhaigh Chromtha) ist die Ruine einer Niederungsburg in Macroom im irischen County Cork, sie diente dem Schutz einer Furt über den River Sullane.
Das Hauptgebäude, das auf dem ursprünglichen Donjon basiert, ist ein dreistöckiger Block mit 6 Jochen x 3 Jochen, der heute gänzlich mit Efeu bedeckt ist. Das einzige, weitere, heute noch erhaltene Gebäude der Burg ist das Torhaus mit den angrenzenden Mauern.

## Geschichte
Die Burg wurde vermutlich im 12. Jahrhundert für die Familie O’Flynn errichtet; ihr alter irischer Name ist Caisleán Uí Fhloinn. Die O’Flynns besaßen Land in diesem Teil des damaligen Königreichs Muskerry, wurden dann aber von den McCarthys besiegt, die bis Mitte des 17. Jahrhunderts auf der Burg lebten. Tiege McCarthy, Vater des Lord Muskerry, ließ die Burg restaurieren und erweitern; er starb dort 1565.
Im Neunjährigen Krieg wurden der damalige Besitzer, Cormac McDermot Carthy, Lord Muskerry, 1602 gefangen genommen und die Burg belagert, währenddessen sie Feuer fing.
In der Rebellion von 1641 besuchte der päpstliche Gesandte Donough McCarthy, 2. Viscount Muskerry, die Burg vier Tage lang. In den von der Rebellion ausgelösten Irischen Konföderationskriegen stellte Boetius McEgan, Bischof von Ross, 1650 eine Konföderationsarmee auf der Burg zusammen. Als die Truppen Cromwells unter Lord Broghill, anrückten, setzte die Garnison die Burg erneut in Brand, bevor sie sich der Rebellenarmee im Burgpark anschlossen. In der Schlacht von Macroom wurden der Bischof und der High Sheriff of Kerry gefangen genommen. Der Sheriff wurde erschossen, dem Bischof wurde die Freiheit angeboten, wenn er es schaffen sollte, die Garnison von Carrigadrohid Castle zur Aufgabe zu bewegen. Doch als die englische Armee in Carrigadrohid ankam, zog der Bischof es vor, die dortige Garnison zu ermahnen, auszuhalten; daraufhin wurde er von der Soldateska an einem nahegelegenen Baum gehängt. Später in diesem Krieg soll Macroom Castle erneut von den Truppen von General Henry Ireton niedergebrannt worden sein.
In der Commonwealth-Ära fiel die Burg an Admiral William Penn, den Vater des Gründers des US-Staates Pennsylvania. Nach der Stuart-Restauration wurde Macroom Castle wieder an die McCarthys zurückgegeben, die es erneut erweitern und restaurieren ließen. 1691 wurde das Anwesen von Donough McCarthy, 4. Earl of Clancarty, wegen dessen Treue zu König Jakob II. von England konfisziert und 1703 versteigert. Die Hollow Sword Blade Co. ersteigerte es und verkaufte es an Judge Bernard. Dann fiel es an die Familie Hedges Eyre und danach an Lord Ardilaun. Macroom Castle wurde 1922, nach dem Abzug der britischen Hilfstruppen, von den Anti-Vertrags-Truppen unter der Führung von Robert Erskine Childers und Frank O’Connor ein letztes Mal niedergebrannt.
Lady Olivia Ardilaun, ein Nachfahrin der Clanchefs der McCarthys und Witwe von Lord Ardilaun, verkaufte die Burg 1924 an eine Gruppe örtlicher Geschäftsleute, die sie für die Einwohner der Stadt verwalteten.